# Žírovice-Seníky (železniční zastávka)
Žírovice-Seníky jsou železniční zastávka, nacházející se na trati Františkovy Lázně – Bad Brambach, u osady Seníky v okrese Cheb. Ačkoli se vedle této tratě nachází i trať Cheb – Hranice v Čechách, zastávka leží pouze na trati do Bad Brambachu.

## Popis zastávky
Zastávka se nachází blízko osady Seníky, nedaleko rybníku Velký Hofman. Zastávka je tvořena jednoduchým dřevěným přístřeškem a nástupištěm z betonových panelů. V zastávce není žádná informační tabule ani rozhlas. Taktéž zde nejsou žádné služby pro cestující.